# Orthogonalys parahova
Orthogonalys parahova (лат.) — вид наездников из семейства тригоналиды (Trigonalidae, Trigonaloidea). Эндемик Мадагаскара. Провинция Фианаранцуа (Ранумафана, Miandritsara Forest, юго-восток острова). Обнаружены на высотах до 1020 метров. Длина тела 10,0—11,0 мм. Вертлуги 2-члениковые, крылья с 3 радиомедиальными ячейками. Усики длинные 28—29—члениковые, в основном чёрные (антенномеры 12—15 и частично 11 и 16 — белые). Верх головы и затылок — чёрные; лицо, клипеус, челюсти — белые. 1—й и 5—й тергиты в основном чёрные, 2—4 тергиты оранжевые, 6-й, 7-й тергиты и гениталии самцов — белые. Вид был описан в 2012 году американскими энтомологами Дэвидом Смитом (англ. David R. Smith) и Пьером Трипотиным (англ. Pierre Tripotin, Systematic Entomology Laboratory, Национальный музей естественной истории (Вашингтон)).